# رودریگو دام
رودریگو دام (انگلیسی: Rodrigo Damm؛ زادهٔ ۳ فوریهٔ ۱۹۸۰) ورزشکار هنرهای رزمی ترکیبی اهل برزیل است.